# Salazie
Salazie és un municipi de l'illa de la Reunió. L'any 2006 tenia 6.664 habitants.

## Demografia
| 1968                                       | 1975  | 1982  | 1990  | 1999  | 2006  |
| ------------------------------------------ | ----- | ----- | ----- | ----- | ----- |
| 7.105                                      | 6.462 | 6.467 | 7.004 | 7.400 | 7.065 |
| Des de 1962: població sense dobles comptes |       |       |       |       |       |

## Administració
- Théodore SIMONETTE 1899 -1900
- Appolidor TECHER 1900 -1906
- Louis LATGE 1906 -1920
- Fabien GABOU 1920 -1925
- Xavier FONTAINE 1925 -1935
- Raymond VERGES 1935 -1942
- Maurice PAYET 1942 -1945
- Maurice PAYET 1945 -1953
- André FONTAINE 1953 -1972
- Jean-Claude WELMANT 1972 -1983
- Roland ELISABETH 1983 -1987
- Hilaire MAILLOT 1987 -1998
- Stéphane FOUASSIN (Nou Centre) 1998- 2014